# Valea Largă (okręg Marusza)
Valea Largă – wieś w Rumunii, w okręgu Marusza, w gminie Valea Largă. W 2011 roku liczyła 1734 mieszkańców.